# دوایت استونز
دوایت استونز (انگلیسی: Dwight Stones; ۶ دسامبر ۱۹۵۳ – ) ورزشکار دو و میدانی اهل ایالات متحده آمریکا بود.
وی در مسابقات کشوری و بین‌المللی در مجموع برندهٔ ۱ مدال نقره، ۲ مدال برنز شده‌است.